# Județul Panevėžys
Panevėžys este un județ în nord-estul Lituaniei, cu capitala în orașul omonim.
1. ↑  Visuotinė lietuvių enciklopedija